# Sašo Bertoncelj
Sašo Bertoncelj (Reteče, 1984. július 16. –) szlovén tornász.

## Sportpályafutása
Edzője Sebastijan Piletič.

## Eredményei
2012
- Montpellier, férfi Európa-bajnokság – lólengés – 40. hely

2011
- Cottbus, világkupa – lólengés – 3. hely
- Párizs, világkupa – lólengés – 2. hely
- Doha, világkupa – lólengés – 2. hely
- Berlin, Európa-bajnokság – lólengés – 13. hely
- Berlin, Európa-bajnokság – egyéni összetett – 137. hely
- Maribor, világkupa – lólengés – 3. hely[4]
- Sencsen, universiade – lólengés – 4. hely[5]
- Gent, világkupa – lólengés – 8. hely
- Tokió, világbajnokság – egyéni összetett – 231. hely[6]
- Tokió, világbajnokság – talaj – 214. hely[7]
- Tokió, világbajnokság – ugrás – 215. hely

2010
- Párizs, világkupa – lólengés – 6. hely
- Birmingham, Európa-bajnokság – lólengés – 3. hely
- Moszkva, világkupa – lólengés – 1. hely
- Maribor, világkupa – lólengés – 1. hely[8]
- Gent, világkupa – lólengés – 6. hely
- Rotterdam, világbajnokság – lólengés – 8. hely
- Rotterdam, világbajnokság – egyéni összetett – 289. hely
- Eszék, világkupa – lólengés – 4. hely
- Stuttgart, világkupa – lólengés – 4. hely
- Glasgow, világkupa – lólengés – 3. hely

2009
- Maribor, világkupa – lólengés – 2. hely
- Milánó, Európa-bajnokság – lólengés – 8. hely
- Cottbus, világkupa – lólengés – 3. hely
- Montréal, világkupa – lólengés – 4. hely

2008
- Stuttgart, világkupa – lólengés – 9. hely
- Ostrava, világkupa – lólengés – 2. hely
- Glasgow, világkupa – lólengés – 8. hely
- Barcelona, világkupa – lólengés – 6. hely
- Moszkva, világkupa – lólengés – 6. hely
- Lausanne, Európa-bajnokság – lólengés – 11. hely
- Maribor, világkupa – lólengés – 5. hely
- Cottbus, világkupa – lólengés – 9. hely
- Doha, világkupa – lólengés – 9. hely

2007
- Glasgow, világkupa – lólengés – 3. hely
- Ostrava, világkupa – lólengés – 1. hely
- Bangkok, universiade – lólengés – 1. hely
- Maribor, világkupa – lólengés – 7. hely
- Párizs, világkupa – lólengés – 11. hely

2006
- Glasgow, világkupa – lólengés – 4. hely
- Stuttgart, világkupa – lólengés – 11. hely
- Maribor, világkupa – lólengés – 4. hely

2005
- Maribor, világkupa – lólengés – 6. hely
- New York, világkupa – lólengés – 13. hely

2004
- Ljubljana, Európa-bajnokság – lólengés – 22. hely

2003
- Solun, világkupa – lólengés – 12. hely
- Anaheim, világbajnokság – csapat összetett – 49. hely

2001
- Glasgow, világkupa – lólengés – 9. hely